# 霞关镇
霞关镇是中华人民共和国浙江省温州市苍南县下辖的一个镇。
2016年1月23日，浙江省人民政府批复同意调整马站镇管辖范围，增设霞关镇，镇政府驻霞关村。

## 行政区划
霞关镇下辖以下村级行政区划单位：
金玉沙社区、霞关村、瑶洞村、兴霞村、三星村、南坪村、新林村、长沙村、三澳村、澄海村和库下村。